# Glen Mervyn
Glen Mervyn, né le 17 février 1937 et mort le 18 mars 2000, est un rameur canadien. Il participe aux Jeux olympiques d'été de 1960 dans l'épreuve du huit et remporte la médaille d'argent avec ses coéquipiers Donald Arnold, Walter D'Hondt, Nelson Kuhn, Lorne Loomer, Archibald MacKinnon, William McKerlich, John Lecky et Sohen Biln.

## Palmarès

### Jeux olympiques
- Jeux olympiques de 1960 à Rome,  Italie
  -  Médaille d'argent.